# Reggenza di Manggarai Orientale
La reggenza di Manggarai Orientale (in indonesiano: Kabupaten Manggarai Timur) è una reggenza dell'Indonesia, situata nella provincia di Nusa Tenggara Orientale.